# Christian Schröder (Jurist)
Christian Schröder (* 12. Dezember 1958) ist ein deutscher Rechtswissenschaftler.

## Werdegang
Von 1989 bis 1995 war Schröder im Justizdienst des Landes Berlin beschäftigt, zunächst als Staatsanwalt und Straf- und Zivilrichter, später in der Senatsverwaltung für Justiz. Er wurde 1993 an der Universität Osnabrück promoviert und habilitierte sich 2001. In den Jahren 2000 bis 2002 war er erneut für das Land Berlin tätig, als Strafrichter am Landgericht und als Richter am Kammergericht. 
Schröder ist seit dem Sommersemester 2002 Professor für Straf- und Strafprozessrecht an der Martin-Luther-Universität Halle-Wittenberg. Sein Forschungsschwerpunkt liegt im Wirtschafts- und Kapitalmarktstrafrecht. Schröder ist Verfasser des Handbuch Kapitalmarktstrafrecht, eines Standardwerks zum Kapitalmarktstrafrecht. Einen Ruf an die Universität Hannover lehnte er im Herbst 2009 ab.
Von 2010 bis 2022 leitete Schröder die an der Martin-Luther-Universität Halle-Wittenberg neu eingerichtete Forschungsstelle Kapitalmarktstrafrecht. Im April 2022 wurde Schröder emeritiert.

## Veröffentlichungen
- Europa in der Finanzfalle. Irrwege internationaler Rechtsangleichung. BWV Berliner Wissenschaftsverlag, Berlin 2012, ISBN 978-3-8305-3148-7.[2]